# Domadice
Domadice este o comună slovacă, aflată în districtul Levice din regiunea Nitra. Localitatea se află la altitudinea de 161 m deasupra n.m., se întinde pe o suprafață de 13,62 km2 și în 2017 număra 236 de locuitori.

## Istoric
Localitatea Domadice este atestată documentar din 1138.

## Demografie
| An:                | 1994 | 2004    | 2014   | 2024   |
| ------------------ | ---- | ------- | ------ | ------ |
| Număr de persoane: | 306  | 241     | 249    | 236    |
| Diferență:         |      | −21,24% | +3,31% | −5,22% |

| An:                | 2023 | 2024   |
| ------------------ | ---- | ------ |
| Număr de persoane: | 241  | 236    |
| Diferență:         |      | −2,07% |